# Aleksandr Jagubkin
Aleksandr Giennadjewicz Jagubkin (ros. Александр Геннадьевич Ягубкин, ukr. Олександр Геннадійович Ягубкін, Ołeksandr Hennadijowycz Jahubkin, ur. 25 kwietnia 1961 w Doniecku, zm. 7 sierpnia 2013) – ukraiński bokser reprezentujący Związek Radziecki, mistrz świata i trzykrotny mistrz Europy w wadze ciężkiej.

## Życiorys
Największe sukcesy odniósł w wadze ciężkiej (do 91 kilogramów), choć walczył również w wadze superciężkiej (ponad 91 kilogramów).
Zdobył brązowy medal w wadze ciężkiej (ponad 81 kg) na pierwszych mistrzostwach świata juniorów w 1979 w Jokohamie po wygraniu jednej walki i przegranej w półfinale z Marvisem Frazierem ze Stanów Zjednoczonych.
Zdobył złoty medal w wadzie ciężkiej (do 91 kg) na mistrzostwach Europy w 1981 w Tampere po zwycięstwie w finale nad Jürgenem Fanghänelem z NRD. Zwyciężył w tej samej kategorii na mistrzostwach świata w 1982 w Monachium, wygrywając w finale ponownie z Fanghänelem. Na mistrzostwach Europy w 1983 w Warnie po raz kolejny zdobył złoty medal po zwycięstwie w finale nad Gyulą Alvicsem z Węgier.
Wskutek bojkotu igrzysk olimpijskich w 1984 w Los Angeles przez ZSRR nie wziął w nich udziału. Na turnieju Przyjaźń-84 zorganizowanym w Hawanie dla pięściarzy z państw bojkotujących igrzyska zdobył brązowy medal, po porażce w półfinale z Hermenegildo Báezem z Kuby. Na mistrzostwach Europy w 1985 w Budapeszcie po raz trzeci zwyciężył w wadze ciężkiej, wygrywając w finale ponownie z Gyulą Alvicsem. Wystąpił na mistrzostwach świata w 1986 w Reno, gdzie w ćwierćfinale przegrał z Michaelem Benttem z USA. Zdobył srebrny medal w wadze superciężkiej na mistrzostwach Europy w 1987 w Turynie po przegranej w finale z Ullim Kadenem z NRD.
Jagubkin zwyciężył również w Pucharze Świata w 1983 i w 1985, a w 1981 zajął 2. miejsce.
Był mistrzem ZSRR w wadze ciężkiej w 1982, 1983, 1984 i 1987 (w wadze superciężkiej) oraz wicemistrzem w 1980, a także absolutnym mistrzem ZSRR w 1980.
W 1983 podczas pobytu w Ameryce Łacińskiej zaoferowano mu pieniądze za jedną z walk. Na tej podstawie został wykluczony w 1987 z reprezentacji ZSRR. Próbował potem przejść na zawodowstwo, ale nie dostał zgody na wyjazd z kraju.